# Mulamadhyamakakarika
La Mulamadhyamakakarika (IAST: Mūlamadhyamakakārikā, aussi appelée Mādhyamikasūtra), littéralement « Versets sur la voie du milieu prise à sa racine », est l’œuvre la plus importante du philosophe bouddhiste Nagarjuna, au IIe siècle de notre ère. Ce titre a été rendu en français par Stances de la Voie du milieu par excellence ou encore par Stances-racines de la voie médiane.

## Histoire du texte
Composées en sanskrit au iie siècle, les Stances de la voie du Milieu ont été traduites en chinois vers 400 par Kumârajîva, puis en tibétain au viiie siècle par Jñânagarbha et Tchokro Lui Gyaltsen. Le texte original en sanskrit comme ouvrage indépendant a été perdu. Mais il a cependant été conservé grâce à l'enchâssement des stances (karika) qui le composent dans le commentaire intitulé Prasannapadâ (« Les Paroles claires ») qu'en a fait Chandrakîrti au début du viie siècle, et qui est parvenu jusqu'à nous. 
En Asie de l'Est, ce traité est devenu un des trois traités de base de l'école dite « des trois traités »,(japonais: Sanron; chinois: San Lun Zong) ainsi que dans l'école Tiantai .

## Contenu
Réparties en vingt-sept chapitres, les 449 stances de quatre lignes que compte l'ouvrage établissent les fondements de la Voie du milieu, autrement dit de l'école Madhyamaka, qui fait elle-même partie de la branche Mahayana du bouddhisme. 
Chacun des vingt-sept chapitres est une analyse d'une notion : 
1. Conditions
2. *Mouvement
3. Facultés (vue...)
4. *Cinq agrégats
5. Éléments
6. *Désir
7. Composés
8. Acte et agent
9. Sujet préexistant
10. Feu et combustible
11. Commencement et fin
12. Souffrance
13. Réalités composites
14. Union
15. Être en soi
16. Lien et délivrance
17. L'acte et ses fruits
18. Moi
19. Temps
20. Complexe des causes et conditions
21. Fait d'apparaître et de disparaître
22. Tathāgata
23. Méprises
24. Nobles vérités
25. Nirvâna
26. Douze nidâna
27. Opinions

## Commentaires
D'importants commentaires, très détaillés, ont été apportés à ce traité. en particulier celui, déjà mentionné, de Chandrakrîti, ainsi que ceux de Buddhapalita, Bhavaviveka. On peut relever que la critique par Chandrakrîti d'un passage de Bhavaviveka qui critique lui-même un passage de Buddhapalita est un des fondements de la distinction ultérieure entre les courants Svatantrika et Prasngika (voir l'article Madhyamika).